# Distretto di Gulu
Il distretto di Gulu è un distretto dell'Uganda, situato nella Regione settentrionale.